# Стар-Прері (містечко, Вісконсин)
Стар-Прері (англ. Star Prairie) — місто (англ. town) в США, в окрузі Сент-Круа штату Вісконсин. Населення — 3733 особи (2020).

## Демографія
Згідно з переписом 2010 року, у місті мешкали 3504 особи в 1296 домогосподарствах у складі 991 родини. Було 1417 помешкань
Расовий склад населення:
| - 97,2 % — білих - 0,7 % — азіатів - 0,4 % — корінних американців - 0,4 % — чорних або афроамериканців |

До двох чи більше рас належало 1,1 %. Частка іспаномовних становила 1,0 % від усіх жителів.
За віковим діапазоном населення розподілялося таким чином: 26,9 % — особи молодші 18 років, 65,3 % — особи у віці 18—64 років, 7,8 % — особи у віці 65 років та старші. Медіана віку мешканця становила 37,9 року. На 100 осіб жіночої статі у місті припадало 102,5 чоловіків;  на 100 жінок у віці від 18 років та старших — 104,7 чоловіків також старших 18 років.
Середній дохід на одне домашнє господарство  становив 93 172 долари США (медіана — 85 396), а середній дохід на одну сім'ю — 101 204 долари (медіана — 92 394). Медіана доходів становила 57 917 доларів для чоловіків та 42 361 долар для жінок. За межею бідності перебувало 1,2 % осіб, у тому числі 0,0 % дітей у віці до 18 років та 0,6 % осіб у віці 65 років та старших.
Цивільне працевлаштоване населення становило 1894 особи. Основні галузі зайнятості: освіта, охорона здоров'я та соціальна допомога — 20,8 %, виробництво — 14,3 %, публічна адміністрація — 8,8 %, роздрібна торгівля — 8,5 %.